# Джузеппе Амато
Джузеппе Амато (італ. Giuseppe Amato; 24 серпня 1899, Неаполь — 3 лютого 1964, Рим) — італійський кінопродюсер, сценарист і режисер. Брав участь у створенні 58 фільмів між 1932 і 1961 роками, особливо відомий як продюсер фільму «Викрадачі велосипедів».

## Життя і творчість
Джузеппе Васатуро (італ. Giuseppe Vasaturo) народився в Неаполі 24 серпня 1899 і почав свою кар'єру в італійській кіноіндустрії в епоху німого кіно як помічник режисера та дистриб'ютор американських фільмів в Італії. З 1932 року він почав виробляти і періодично був режисером фільмів, що з'явилися під час і після Другої світової війни. Був одним з найвпливовіших і найвідоміших продюсерів Італії, давши поштовх початку кар'єри таких режисерів режисерів як Роберто Росселліні і Вітторіо Де Сіки. Серед його доробку такі фільми як «Casta diva» (1935), «Il Conte di Brechard» (1938), «Рим, відкрите місто» (1945), «Ladri di biciclette» (1948), «Domani è troppo tardi» (1950), «Умберто Д.» (1952), «Don Camillo» (1952), «Заборонені жінки» (1954, разом з Ентоні Квінном), «Останні п'ять хвилин» (1955, з Ліндою Дарнелл у головній ролі), «Пекло у місті» (1958, з Анною Маньяні), «Солодке життя» (1959, разом з Марчелло Мастроянні) і «Morte di un bandito» (1961, також режисер).
Хрещений батько відомого італійського актора Бада Спенсера.
Помер у Римі від серцевого нападу, похований на кладовищі Кампо Верано.

## Вибрана фільмографія
- 1940 — Червоні троянди — режисер
- 1942 — Чотири кроки в хмарах — сценарист та продюсер
- 1946 — Шуша — продюсер
- 1945 — Рим, відкрите місто
- 1952 — Умберто Д. — продюсер
- 1958 — Сім пагорбів Риму — сценарист
- 1959 — Проклята плутанина
- 1960 — Солодке життя